# جينغ دالون
جينغ دالون (بالصينية: Zheng Dalun) (11 فبراير 1994 بآنشان في الصين - ) هو لاعب كرة قدم صيني في مركز الهجوم. شارك مع منتخب الصين تحت 17 سنة لكرة القدم ومنتخب الصين تحت 20 سنة لكرة القدم. أما مع النوادي، فقد لعب مع نادي مجموعة شانغهاي الدولية للموانئ ونادي شانغهاي بودونغ لكرة القدم وTianjin Tianhai F.C. ‏.

## روابط خارجية
- جينغ دالون على موقع قاعدة بيانات كرة القدم.إي يو (الإنجليزية)
- جينغ دالون على موقع Soccerway.com (الإنجليزية)